# Itako (Ibaraki)
Pour l’article homonyme, voir Itako.
Itako (潮来市, Itako-shi) est une ville située dans la préfecture d'Ibaraki, sur l'île de Honshū, au Japon.

## Géographie

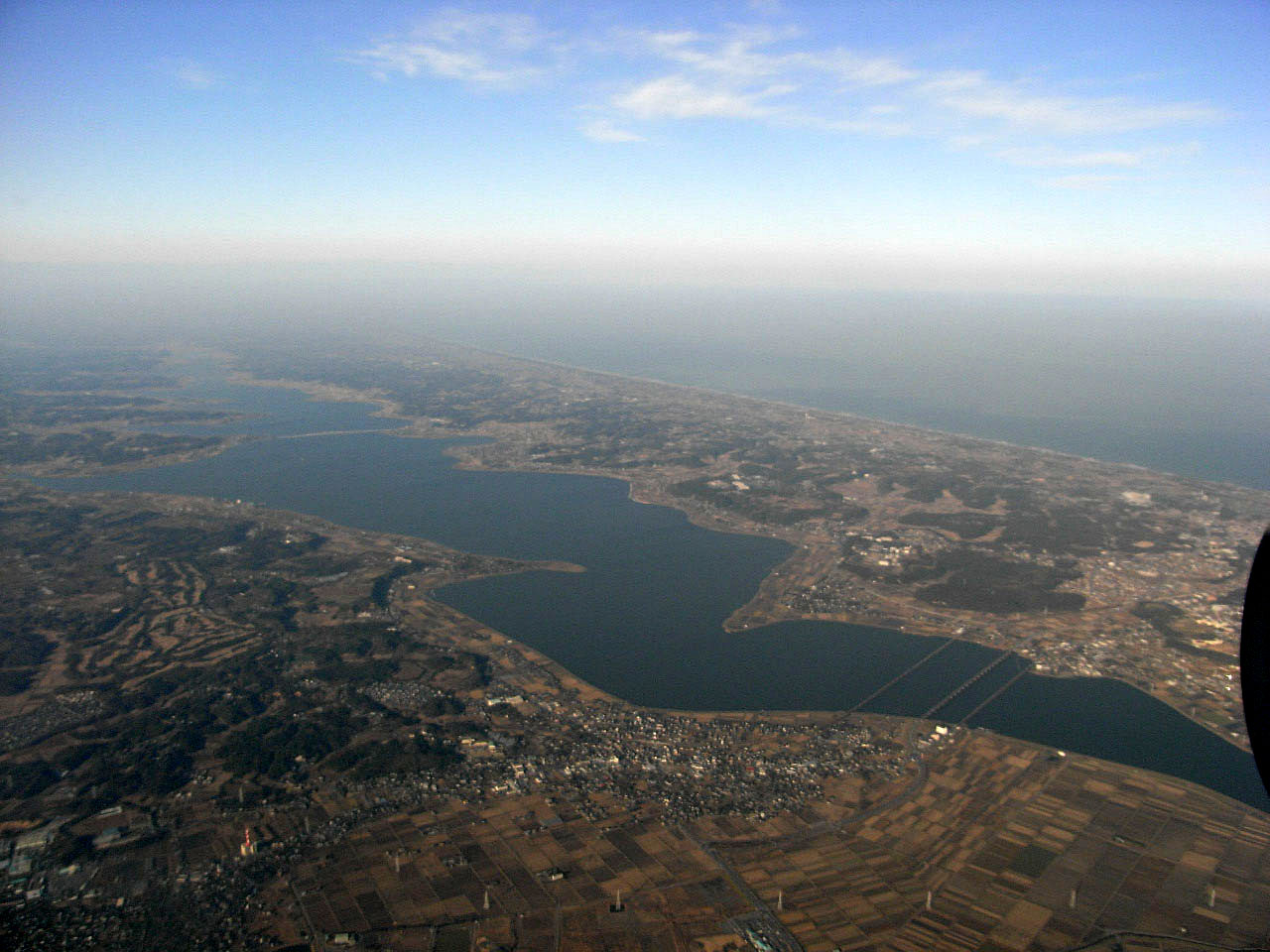
Le lac Kitaura avec Itako au premier plan.

### Situation
Itako est située dans le sud de la préfecture d'Ibaraki.

### Démographie
En juillet 2021, la population d'Itako était de 27 399 habitants, répartis sur une superficie de 71,40 km2.

### Hydrographie
La ville est bordée par le lac Kasumigaura à l'ouest, le lac Kitaura à l'est et le lac Sotonasakaura au sud.

## Histoire
Le bourg moderne d'Itako a été créé le 1er avril 1889. Il obtient le statut de ville le 1er avril 2001.

## Culture locale et patrimoine
Itako est réputée pour son festival des iris Suigo Itako se déroulant de fin mai à fin juin.

## Transports
Itako est desservie par la ligne Kashima de la JR East aux gares d'Itako et de Nobukata.